# Edole Africa
 (mai 2024).
Edole Africa est une startup togolaise spécialisée dans la fourniture de ressources humaines, de logistique et de matériel en btp,,,.

## Histoire
Après avoir remarqué le manque de mains d'œuvre qualifiées sur les projets de construction et l'inaccessibilité aux différentes ressources en BTP, Kodjo Otou Aïd, pour régler ce problème crée en février 2021, Edole Africa une startup spécialisée dans le métier du BTP. Le 22 décembre 2022, une plateforme digitale du même nom a été mise en place pour  rendre faciles la demande et l’offre en matière de matériels et de mains-d’œuvre qualifiées en btp,,, En 1an, l'entreprise a créé plus de 1000 emplois indirects et 8 emplois directs,.
En langue togolaise, edole signifie qu'il y a du travail. Edole africa veut dire qu'il y a du travail en Afrique,.

## Distinctions
Edole africa a reçu le prix de la meilleure innovation en 2021 au Togo et le prix du mérite pour les innovations accomplies dans le secteur du btp au Togo en 2023,,,.